# Huang Liping
Dans ce nom chinois, le nom de famille, Huang, précède le nom personnel.
Huang Liping, né le 9 avril 1973 à Wuhan, est un gymnaste artistique chinois.

## Carrière
Huang Liping remporte la médaille d'or des barres parallèles aux Championnats du monde de gymnastique artistique 1994 à Brisbane. Aux Championnats du monde de gymnastique artistique 1995 à Sabae, il est médaillé d'or du concours par équipes et médaillé d'argent aux barres parallèles. Aux Jeux olympiques d'été de 1996 à Atlanta, il remporte la médaille d'or du concours par équipes.
Il prend sa retraite sportive après les Jeux, et devient entraîneur de gymnastique. Il prononce le Serment olympique pour les entraîneurs lors de la cérémonie d'ouverture des Jeux olympiques d'été de 2008 à Pékin.